# Lee Hyo-jung
Lee Hyo-jung (in coreano hangul: 이효정; Seul, 13 gennaio 1981) è una giocatrice di badminton sudcoreana, vincitrice della medaglia d'oro nel doppio misto e d'argento nel doppio femminile a Pechino 2008.

## Palmarès
- Giochi olimpici

Pechino 2008: oro nel doppio misto e argento nel doppio femminile.
- Campionati mondiali di badminton

2005 - Anaheim: bronzo nel doppio femminile.